# Wegekreuz in der Maushöhle

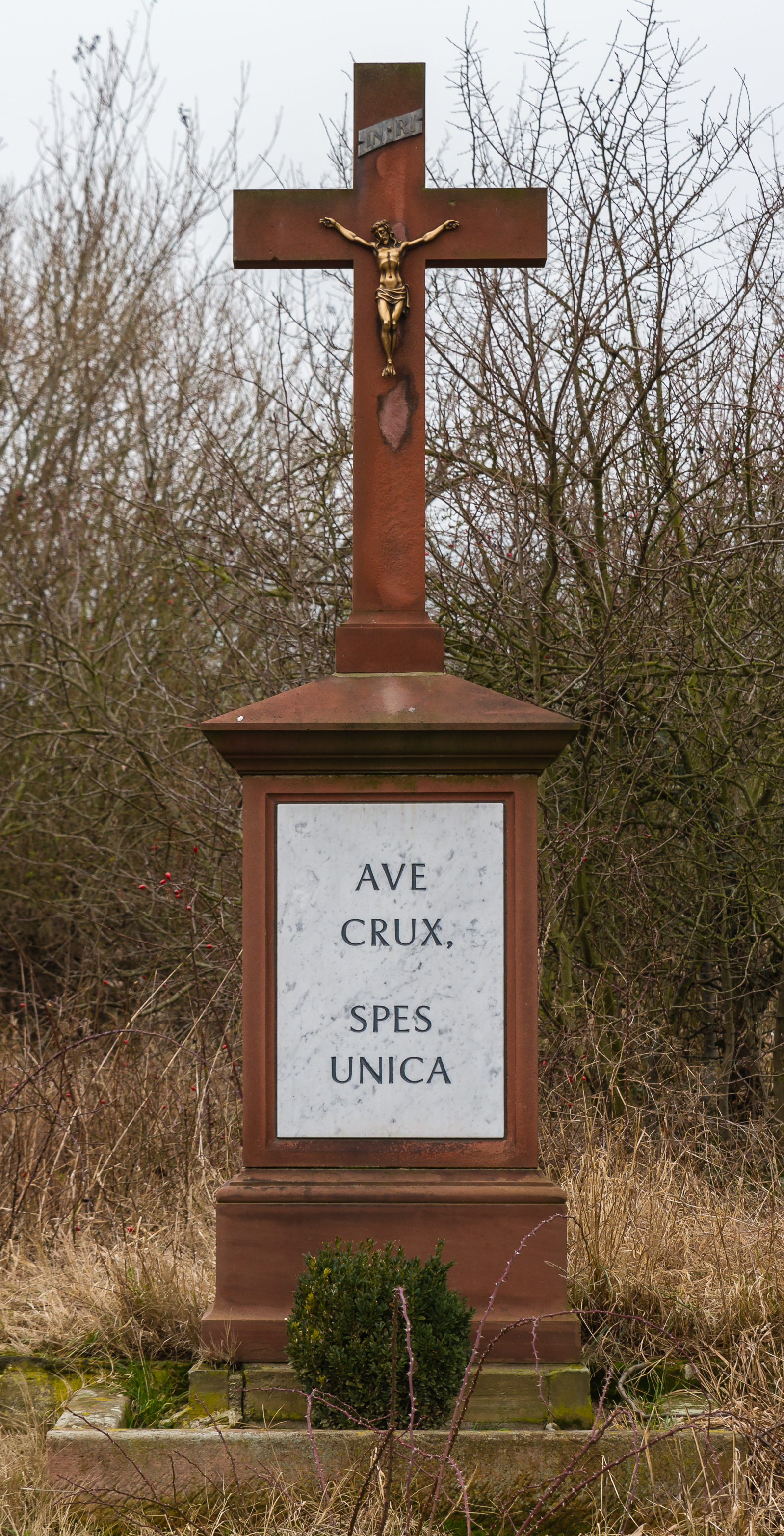
Wegekreuz in der Maushöhle

Das Wegekreuz in der Maushöhle auf der Gemarkung der pfälzischen Kleinstadt Deidesheim ist ein Flurkreuz, das nach dem Denkmalschutzgesetz des Landes Rheinland-Pfalz als Kulturdenkmal klassifiziert ist.
Das aus Rotsandstein beschaffene Kreuz steht wenige Meter westlich der Deutschen Weinstraße am nördlichen Ortsausgang von Deidesheim in der Flur „In der Maushöhle“. Es stammt aus dem 19. Jahrhundert und handelt sich um einen Grabstein, der als Wegekreuz wiederverwendet wurde. An dem Kreuz hängt ein kleiner Korpus aus Zink. Das Kreuz ist auf der Rückseite des Sockels gekennzeichnet mit „Kern Speyer.“; sein Schöpfer war wahrscheinlich der Bildhauer Carl Kern.
Im Sockel findet sich die Inschrift „AVE CRUX, SPES UNICA“.
Das Kreuz ist 2,90 m, sein Sockel 1 m hoch. Der Korpus aus Zinnblech ist 50 cm lang. Das Kreuz wurde auf Anregung von Pfarrer Heinrich Hartz aufgestellt.